# Fecho del Imperio
El fecho del Imperio fue el nombre que en los textos castellanos se dio al intento de Alfonso X el Sabio (1221-1284) de ser elegido en 1257 como Rey de romanos del Sacro Imperio Romano Germánico, aprovechando su condición de hijo de Beatriz de Suabia.

## Desarrollo
A la muerte del Rey de romanos Guillermo de Holanda en enero de 1256 se produjo un problema sucesorio por la elección del siguiente Rey de Romanos. La ciudad de Pisa, y con ella del partido gibelino, apoyó a Alfonso, hijo de Beatriz de Suabia, y por tanto perteneciente a la familia alemana de los Hohenstaufen. Por su parte, el rey de Inglaterra Enrique III propuso a su hermano Ricardo de Cornualles como Rey de romanos.
Alfonso encontró muchas dificultades internas en este empeño. En la propia Castilla, muchos nobles expresaron su desacuerdo por las exigencias extraordinarias de dinero y soldados. En Soria, ciudad en la que se encontraba Alfonso al recibir la embajada de Pisa, los nobles locales llegaron al motín (la llamada conjuración de Soria).
Tras gastar ambos grandes cantidades de dinero para sobornar a los electores, el Conde Palatino del Rin y los arzobispos de Maguncia y Colonia se habían declarado ya a favor de Ricardo de Cornualles, mientras que el arzobispo de Tréveris, el Duque de Sajonia y el margrave de Brandeburgo se inclinaron en favor de Alfonso. El 13 de enero de 1257, era la fecha de elección en Fráncfort, pero los partidarios de Alfonso no dejaron entrar en la ciudad a los de Ricardo, así que éstos se reunieron extramuros y eligieron rey a Ricardo con la autorización del Rey de Bohemia Otakar II. El 1 de abril, los partidarios de Alfonso le eligieron rey en Fráncfort, también con la autorización de Otakar II, quien -interesado en mantener la vacancia- votó por dos veces. 
Así, las fuerzas se encontraban bastante niveladas y Alfonso hubo de gastar ingentes cantidades monetarias en conseguir apoyos para su causa, lo que produjo el descontento en las Cortes y la oposición de la nobleza. A menudo, como fecho del Imperio se entiende precisamente el gasto que supuso esta inversión. Ricardo fue coronado rey el 17 de mayo de 1257 en Aquisgrán, mientras que Alfonso ni siquiera hizo algún viaje a Alemania para afirmar su autoridad, con lo que su causa en Alemania se hallaba mermada; las miras de Alfonso se hallaban dirigidas a una coronación imperial del Papa, pero éste no quería fortalecer a los gibelinos, con lo que dio largas a esta posibilidad, es más, Clemente IV apoyó a los güelfos atrayendo a su causa a Carlos de Anjou, a quien invistió como rey de Sicilia en 1265. La adscripción de Enrique de Castilla (Don Arrigo), hermano de Alfonso, a la causa del gibelinismo hundirá definitivamente toda aspiración a la coronación imperial.
La muerte de Ricardo de Cornualles en 1272 reavivó las esperanzas a ser reconocido como legítimo emperador por el nuevo papa Gregorio X. Sin embargo, el Papa se mostró partidario de elegir a un nuevo Rey de romanos, que los príncipes alemanes hicieron el 27 de septiembre de 1273 eligiendo a Rodolfo I de Habsburgo, por lo que finalizó así el interregno. Rodolfo I fue reconocido finalmente por el Papa el 26 de septiembre de 1274, tras haber invitado a Alfonso a renunciar. Sin resignarse aún, Alfonso se dirigió al encuentro del Papa en Beaucaire, donde no obtuvo concesiones, renunciando a sus derechos en mayo de 1275.

## Consecuencias culturales
Dentro de este intento, se enmarca la obra de Alfonso X las Siete Partidas, que serían un intento de legislar para todo el Imperio que esperaba controlar.